# Alzinar amb arboç
L'alzinar amb arboç (Viburno tini-Quercetum ilicis subass. arbutetosum) és una bosquina baixa esclerofil·le, de 3 a 6 metres d'alçada aproximadament, oberta i poc homogènia.
Apareix en els vessants inclinats i les carenes, on els sòls acostumen a ser prims, i habitualment en condicions d'insolació important. Sovint però, correspon a fases de degradació d'altres tipus d'alzinars, o un estadi evolutiu entre les brolles i els alzinars. Per això, la seva composició florística és complexa, amb elements característics d'aquestes comunitats.
Fitosociològicament forma part de l'aliança Quercion ilicis que reuneix les diferents associacions d'alzinars.
- Espècies característiques: Alzina (Quercus ilex), Pi blanc (Pinus halepensis), Arboç (Arbutus unedo), Matabou (Bupleurum fruticosum), Lligabosc mediterrani (Lonicera implexa), Fals aladern (Phillyrea latifolia), Englantina (Rosa sempervirens), Galzeran (Ruscus aculeatus), Marfull (Viburnum tinus), Carex distachya, Violeta de bosc (Viola alba ssp. dehnardtii) i Falzia negra (Asplenium adiantum-nigrum).

- Altres espècies abundants: Rogeta (Rubia peregrina) i Arítjol (Smilax aspera).